# جدول مجمع
جدول مجمع هو نوع من الجداول التعليمية يكون فيها لكل طالب حصص أقل في كل يوم (شائع في المراحل الإعدادية والثانوية) (على سبيل المثال 4 حصص) ويُحدد لكل حصة فترة زمنية أطول من الفترة العادية (90 دقيقة مثلاً). في أحد أشكال الجدول المجمع، تكون هناك حصة فردية كل يوم لعدة أسابيع، وبعد ذلك تحل محلها حصة أخرى. وفي شكل آخر، تتناوب الحصص اليومية خلال دورة يومية متغيرة.
وتقدم الجداول المجمعة مزيدًا من التجارب المركزة على المواد، مع حصص أقل في اليوم. وقد تكون هناك واجبات منزلية تنظيمية أقل لأي حصص.
وقد أصبح التحول إلى الجداول المجمعة اتجاهًا منتشرًا على نطاق واسع نسبيًا في التسعينيات من القرن الماضي بالنسبة للمدارس الإعدادية والثانوية في الولايات المتحدة الأمريكية. وقبل ذلك، كانت العديد من المدارس تضع جدول الحصص على أن يرى الطالب جميع مدرسيه كل يوم. وكانت مدة الحصة حوالي من 40 إلى 60 دقيقة لكن في ظل الجدول المجمع، أصبحت مدة الحصة حوالي 90 دقيقة.

## الجداول المجمعة الكثيفة
في بعض الحالات، كما في كلية الطب أو أي برنامج جامعي مكثف آخر، قد يعني الجدول المجمع أخذ حصة واحدة مرة واحدة، طوال اليوم، وكل يوم، حتى يتم تغطية جميع المواد الطبية. ومن ثم، فإن مقرر الجامعة العادي من الممكن إتمامه في ثلاثة أو أربعة أسابيع مع تكثيف الجهود على موضوع واحد. وقد يسمى هذا الأسلوب في بعض الأحيان باسم «مقرر واحد في وقت واحد» ("OCAAT") (انظر كلية كولورادو وكلية كورنيل). وعندما يستخدم كتغيير مكمل بدلاً من الجدول العادي، فإن هذا المنهج يسمى في بعض الأحيان ميني مستر.
استعملت مدارس والدورف مناهج مختلطة بطريقة تقليدية. وتدرّس مواد أكاديمية محددة في جداول مجمعة بشكل مكثف من ثلاثة إلى خمسة أسابيع تعرف باسم جداول الدروس الأساسية المجمعة، في حين أن المواد الأخرى تُدرس في حصص المهارات التي تعطى بشكل منتظم.

## الجداول
| مثال على جدول مجمع 4×4 | مثال على جدول مجمع 4×4 | مثال على جدول مجمع 4×4 | مثال على جدول مجمع 4×4 | مثال على جدول مجمع 4×4 | مثال على جدول مجمع 4×4 |
| الوقت                  | الفصل 1                | الفصل 2                | الفصل 3                | الفصل 4                |                        |
| ---------------------- | ---------------------- | ---------------------- | ---------------------- | ---------------------- | ---------------------- |
| 08:00 - 09:25          | لغة إنجليزية 1         | علوم 1                 | لغة إسبانية 1          | صحة                    |                        |
| 09:35 - 11:00          | رياضيات 1              | لغة إنجليزية 2         | أخشاب                  | لغة إسبانية 2          |                        |
| 11:00 - 11:35          | غداء                   | غداء                   | غداء                   | غداء                   | غداء                   |
| 11:35 – 1:00           | كمبيوتر                | التكنولوجيا الصناعية   | تعليم الفيزياء         | تاريخ 2                |                        |
| 1:10 – 2:50            | تاريخ 1                | رياضيات 2              | تعليم تجاري            | علوم 2                 |                        |

الطريق الوحيد لعمل جدول مجمع يسمى جدول أ/ب المجمع، وهو مبين في مثال الجدول. فبدلاً من أخذ 6 حصص كل يوم، يحضر الطلاب ثلاث حصص في كل يوم على أن يأخذوا منهم حصتين طويلتين. ويمكنك أن تأخذ 4 مواد ثم تأخذ 4 مواد أخرى في فصل دراسي آخر. والمثال المبين هنا يعكس وجود 6 فترات في أيام الجمعة. وهناك طريقة أخرى لتوزيع المواد وهي أيام «أ» و«ب» بالتبادل مع أيام الجمعة، أو بتبادل أسابيع «أ ب أ ب أ» مع أسابيع «ب أ ب أ ب».
ويوجد نظام مجمع شائع آخر والذي من خلاله يقضي الطلاب حتى 100 دقيقة في كل حصة من الحصص، ويكسبون أربعة اعتمادات في كل فصل دراسي. باستثناء المناسبات النادرة للغاية، يأخذ الطلاب الذين يستخدمون هذا النظام في المدارس حصتين أساسيتين واثنتين اختياريتين في كل فصل دراسي. تعدل بعض المدارس هذا النظام إضافة إلى استخدام فترة من فترات منتصف اليوم للطلاب لأخذ حصة من الحصص الممتدة على مدار العام (في الغالب تكون الموسيقى) التي تأخذ نصف طول الفترة وتأخذ حصة أخرى من الحصص الممتدة طوال العام خلال الفترة المتبقية (مثل الرياضيات أو الصحافة). وفي ظل هذا النظام يشارك جميع الطلاب في معظم الحصص التي تؤخذ طوال العام، ومع ذلك فإنه من غير المألوف بالنسبة لحصص الصحافة أو الكتاب السنوي أن تعمل في ظل النظام العادي ولا يغادر أو يحضر في منتصف الحصة سوى عدد قليل من الطلاب. ومن غير الشائع أيضًا بالنسبة لتلك الحصص أن يتم جدولتها كوحدات وتؤخذ في كلا الفصلين الدراسيين.
وتقسم الطريقة التي تسمى الجدول 4×4 المجمع السنة الدراسية إلى فصول دراسية، وتستخدم أربع فترات في اليوم. وذلك يتيح أربعة أجزاء للحصص خلال الفصل الدراسي (أربع حصص في كل فصل من الفصلين الدراسيين). وتعتبر طريقة 4×4 مرنة إلى حد ما في أن يأخذ الطالب حصتين متتابعتين (مثل الجبر 1 و2) في نفس الفصل الدراسي (في الفصول المختلفة)، وهو ما لم يكن متاحًا في الجدول التقليدي. وذلك يجيز أيضًا للطلاب في السنة الأخيرة أن يرسبوا في الربع الثالث من الفصل لكن يعيدونه في الربع الرابع لكي يتخرجوا.

## الفعالية
«بما أننا تمكنا من جمع المعلومات لعمل ملخص فعال من ناحية الحجم، فإننا وجدنا أن جدول 4 × 4 المجمع حقق أعلى اجتياز للمواد من الجداول التقليدية. ومع ذلك، فإن متوسط النتيجة المتحققة في اجتياز مادة يخفي تردي الأداء في بعض المواد والأداء الجيد في مواد أخرى.»
وقامت بعض المدارس بتعويض ذلك من خلال عمل مقررات تعيين متقدم (AP) أخيرة للعام الدراسي ككل، تتيح بشكل مهم ازدواج وقت الأمر للفصول العادية، لكن هذا ينتج عنه تقليل كبير في عدد مقررات الطلاب التي يمكن الحصول عليها. وقد عوضت بعض المدارس التي تأخذ مقررات تعيين متقدم طوال العام هذا الأمر عن طريق جعل الطلاب يختارون دائمًا زوجًا من مقررات التعيين المتقدم أثناء تسجيل الفصل. يذهب الطالب إلى فصل التعيين المتقدم الأول في يوم واحد، ومقرر التعيين المتقدم الآخر في اليوم التالي. ومن ثم، يأخذ الطالب نفس عدد المقررات مثل الطلاب الآخرين، لكن كلا فصلي التعيين المتقدم يستمر حتى نهاية السنة.
لقد وجدت دراسة أجريت في جامعة فيرجينيا على 8000 طالب جامعي أن الطلاب الذين حصلوا على جدول مجمع في المدارس الثانوية يسيرون في مقررات علوم الكلية بطريقة أسوأ.
وقد تم إجراء المراجعة التنظيمية على الجدول المجمع أيضًا على يد ديكسون وآخرين. في (2010) يؤكد مركز EPPI على أنه لا يوجد هناك أي دليل شامل لدعم مقدمة دليل السياسة في استخدام الجدول المجمع في المدارس الثانوية في المملكة المتحدة. وعلى الرغم من ذلك لا تدل النتائج على أن المشاركة في الجدول المجمع ينتج عنها نتائج سلبية للتلاميذ لاجتياز المواد.

## النقد
يرى بعض النقاد أن هناك مواد محددة تعاني من نقص في التعرض اليومي لموضوعاتها والممارسة التي تحدث مع جدول أ/ب المجمع. فالمقررات مثل الرياضيات واللغات الأجنبية والموسيقى قد تستفيد من الممارسة اليومية ولا تستفيد من نقصها.
وأن الجدول المجمع قد ينتج عنه فجوات في يوم أو أيام (أو حتى في أسابيع أو شهور في بعض الظروف) حيث لا يتلقى الطلاب دعمًا للدروس في مادة معينة مثل الرياضيات أو التاريخ، ويقول النقاد إن ذلك ينتج عنه احتفاظ بالمشكلات والحاجة إلى المزيد من المراجعة التصحيحية. وبالمثل يشعر بعض المراقبين أن الإجازة الصيفية لها تأثير مماثل على إعاقة التعليم وتجبر عملية الاحتفاظ على تكرار المادة في بداية العام الدراسي الجديد في الخريف.
والطلاب الذين يفقدون يومًا في الجدول المجمع من الممكن أن يفقدوا بذلك قدرًا لا يستهان به من مضمون مادة واحدة، وهو ما يجعل من الصعوبة بمكان اللحاق بها. وبعض الطلاب يستطيعون بشكل أفضل إدارة أوقاتهم مع الأعمال الليلية في كل فصل، بينما البعض الآخر من الطلاب يؤدون بشكل أفضل مع الواجبات المنزلية الكبيرة التي توسع على مدار عدة أيام. قد تستفيد بعض المواد من التعلم اليومي بينما بعض المواد الأخرى قد تكون ملائمة لعدم تكرار مشروعات الواجبات المنزلية. ومن الممكن أن تتسبب انتقالات نصف السنة بين المدارس ذات الجداول المختلفة في مشاكل في حالة ما إذا كانت الجداول مختلفة.

## وصلات خارجية
- "Block Scheduling Revisited" by J. Allen Queen
- Collection of web links about block scheduling
- Block Scheduling نسخة محفوظة 2 ديسمبر 2022 على موقع واي باك مشين.- by Karen Irmsher of the ERIC Clearinghouse on Educational Management
- Block Scheduling: Is this Right for America’s Public Schools?- by John W. Cooper
- Block Scheduling: Discussion and links at the Illinois Loop website